# Toralf Staud

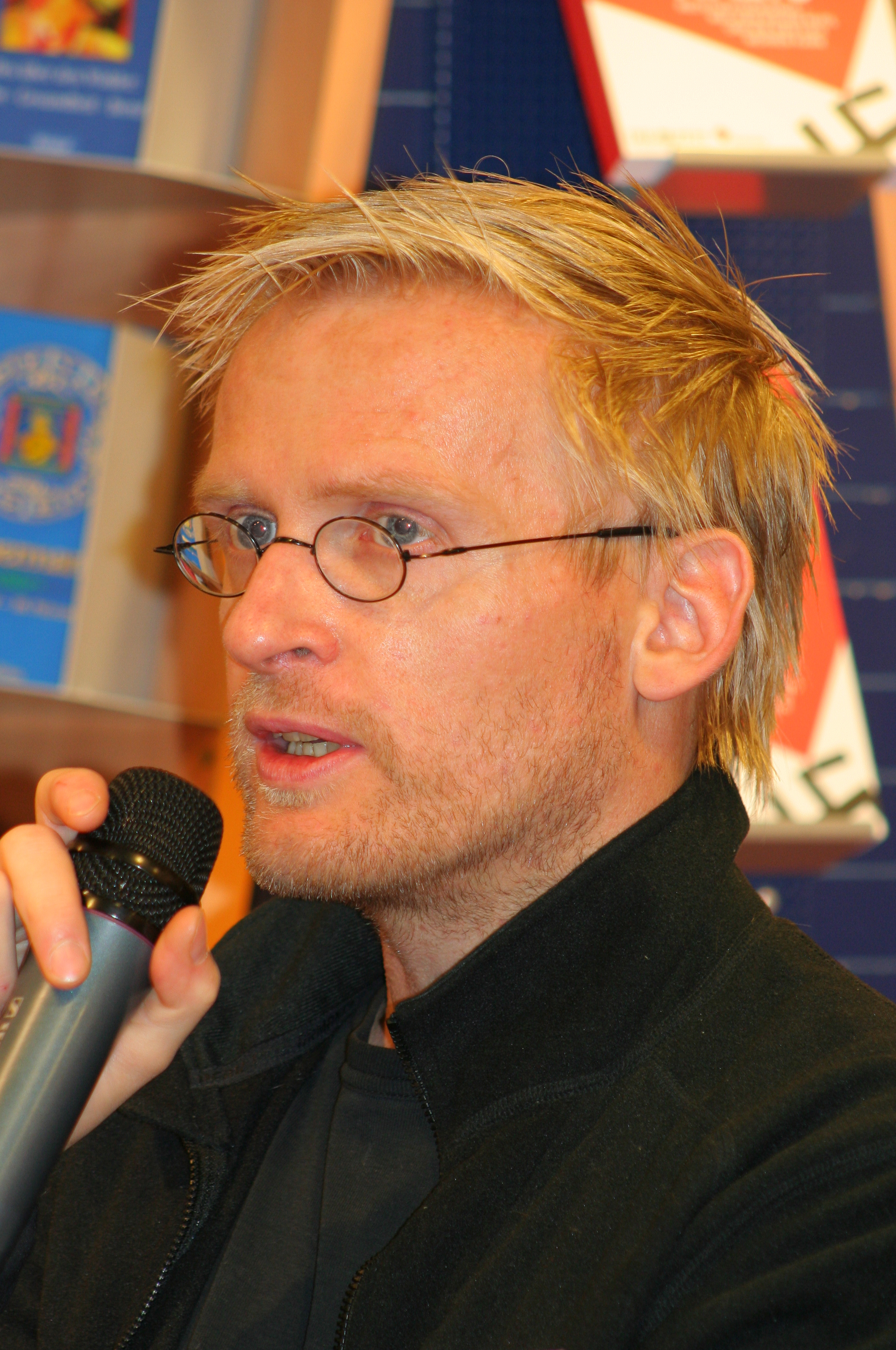
Toralf Staud, 2009

Toralf Staud (* 23. Juni 1972 in Salzwedel) ist ein deutscher Journalist und Buchautor. Seine Themenschwerpunkte sind Rassismus, Neofaschismus sowie die menschengemachte globale Erwärmung. 

## Biographie
Staud arbeitete während der politischen Wende 1989/1990 in Salzwedel (Sachsen-Anhalt) bei einem Informationsblatt des oppositionellen Neuen Forums mit und fasste hier den Entschluss, Journalist zu werden. Wenig später war er bei der neu gegründeten Altmark Zeitung tätig.
Nach Abschluss von Schule und Zivildienst studierte Staud von 1991 bis 1998 Journalistik (Diplom) und Philosophie (Nebenfach) in Leipzig und Edinburgh. Während und nach dem Studium arbeitete er als freier Journalist, unter anderem für AP, MDR info, die tageszeitung und Die Zeit.
Von 1998 bis 2005 war er Politik-Redakteur der Zeit in Hamburg und später in Berlin.
Seit 2005 arbeitet Staud als freier Journalist, weiterhin für die Zeit, aber auch für andere Blätter wie Süddeutsche Zeitung oder der Freitag und für Hörfunksender wie Deutschlandfunk oder SWR. Im Jahr 2007 gründete er gemeinsam mit dem taz-Journalisten Nick Reimer das Online-Magazin klimaretter.info. Er beschäftigt sich hauptsächlich mit der extremen Rechten in Deutschland sowie Themen rund um den Klimawandel. Ab 2011 baute er das stiftungsfinanzierte Wissenschaftsportal klimafakten.de mit auf.

## Buchautor
Stauds erstes Buch Auf dem Moped in die Freiheit – Wendegeschichten aus der Altmark erschien im Jahr 2000. 2005 veröffentlichte er Moderne Nazis, das sich mit der NPD und der aktuellen Entwicklung der extremen Rechten in Deutschland befasst. Die darin von Staud vertretene These von einer „Faschisierung des Ostens“ fand ein breites Medienecho. Gemeinsam mit dem taz-Journalisten Nick Reimer verfasste er 2007 das Buch Wir Klimaretter – so ist die Wende noch zu schaffen. 2009 erschien von Staud u. a. das Buch Grün, grün, grün ist alles, was wir kaufen: Lügen, bis das Image stimmt. 
Gemeinsam mit Holger Kulick veröffentlichte er im selben Jahr den Ratgeberband Das Buch gegen Nazis, das wie bereits Moderne Nazis auch zusätzlich in einer Lizenzausgabe bei der Bundeszentrale für politische Bildung erschien. 2012 legte er mit Johannes Radke das Buch Neue Nazis vor, das den Wandel der extremen Rechten beschreibt. In einer Rezension des Deutschlandfunks hieß es dazu: „Auch das neue Buch ist eingängig geschrieben, ohne zu sehr zu vereinfachen, kenntnisreich und detailliert. […] Toralf Staud und Johannes Radke bleiben wohltuend sachlich, weder über- noch unterschätzen sie die Gefahr von Rechts.“
2021 erschien von ihm – wiederum mit Nick Reimer – Deutschland 2050. Wie der Klimawandel unser Leben verändern wird. Ein „informatives und eingängig geschriebenes Buch“, urteilte eine Rezensentin im Deutschlandfunk. „Wer es liest, dem wird klar, dass es nicht der Klimaschutz ist, der in den kommenden Jahrzehnten unser Leben auf den Kopf stellt, sondern der Verzicht darauf.“ „Es sind die vielen – vermeintlich kleinen – alltagsnahen Beispiele, die das Buch so lesenswert machen“, hieß es im Bayerischen Rundfunk. „Auf einmal werden die oft gehörten Ankündigungen ‚es wird heißer‘ oder ‚es gibt mehr Extremwetter‘ sehr konkret.“ Nach Erscheinen stand das Buch für etliche Wochen auf der Spiegel-Bestsellerliste für Paperback-Sachbücher.
Toralf Staud lebt in Berlin.

## Auszeichnungen
- Gemeinsam mit Nick Reimer erhielt er 2008 den Umweltmedienpreis in der Kategorie Neuen Medien.
- Gemeinsam mit Nick Reimer erhielt Staud im Jahr 2012 den Otto-Brenner-Preis in der Kategorie Medienprojektpreis für die Online-Plattform Der Klima-Lügendetektor.[6]
- Für eine Recherche über die staatliche Reaktion auf Gewalt gegen Flüchtlingsunterkünfte wurde er 2016 gemeinsam mit Kollegen von Zeit und Zeit Online mit dem Reporterpreis in der Kategorie Datenjournalismus ausgezeichnet.[7]
- 2017 erhielt Staud zusammen mit Carel Mohn, Eva Freundorfer und Sven Egenter den UmweltMedienpreis in der Kategorie „Online“ für das Portal klimafakten.de.[8]

## Veröffentlichungen
- Auf dem Moped in die Freiheit – Wendegeschichten aus der Altmark. Mitteldeutscher Verlag, Halle 2000, ISBN 3-89812-060-0.
- Moderne Nazis. Die neuen Rechten und der Aufstieg der NPD. Kiepenheuer und Witsch, Köln 2005, ISBN 3-462-03638-6 (PDF; 0,8 MB).
- Mit Nick Reimer: Wir Klimaretter – so ist die Wende noch zu schaffen. Kiepenheuer und Witsch, Köln 2007, ISBN 978-3-462-03908-5.
- Grün, grün, grün ist alles, was wir kaufen. Lügen, bis das Image stimmt. Kiepenheuer & Witsch Verlag, Köln 2009, ISBN 978-3-462-04106-4.
- Mit Holger Kulick: Das Buch gegen Nazis. Rechtsextremismus – was man wissen muss und wie man sich wehren kann. Kiepenheuer & Witsch Verlag, Köln 2009, ISBN 978-3-462-04160-6.
- Mit Johannes Radke: Neue Nazis: Jenseits der NPD: Populisten, Autonome Nationalisten und der Terror von rechts. 250 S., Kiepenheuer & Witsch, Köln 2012, ISBN 978-3-462-04455-3.
- Mit Nick Reimer: Deutschland 2050: Wie der Klimawandel unser Leben verändern wird. Kiepenheuer und Witsch Verlag, Köln 2021, ISBN 978-3-462-00068-9.
- Mit Benjamin von Brackel: Am Kipppunkt: Wo das Klima zu kollabieren droht – und wie wir uns noch retten können. 384 S., KiWi-Paperback, Köln 2025, ISBN 978-3-462-00790-9.